# بخش برندروپ، شهرستان ویلکین، مینه سوتا
بخش برندروپ (به انگلیسی: Brandrup Township) یک منطقهٔ مسکونی در ایالات متحده آمریکا است که در شهرستان ویلکین، مینه‌سوتا واقع شده‌است.
 بخش برندروپ ۱۴۰٫۳ کیلومتر مربع مساحت و ۱۷۲ نفر جمعیت دارد و ۲۹۷ متر بالاتر از سطح دریا واقع شده‌است.